# Gouvernement Bono VI
 Castille-La Manche
Bono V Barreda I
Le gouvernement Bono VI est le gouvernement de Castille-La Manche entre le 8 juillet 2003 et le 3 mai 2004, durant la VIe législature des Cortes de Castille-La Manche. Il est présidé par José Bono.

## Composition
| Fonction                                                         | Titulaire | Titulaire                     | Parti     |
| ---------------------------------------------------------------- | --------- | ----------------------------- | --------- |
| Président                                                        |           | José Bono Martínez            | PSCM-PSOE |
| Vice-président                                                   |           | José María Barreda Fontes     | PSCM-PSOE |
| Conseillère à l'Économie et aux Finances                         |           | María Luisa Araújo Chamorro   | PSCM-PSOE |
| Conseiller à la Santé                                            |           | Fernando Lamata Cotanda       | PSCM-PSOE |
| Conseiller à l'Éducation                                         |           | José Valverde Serrano         | PSCM-PSOE |
| Conseillère à l'Agriculture                                      |           | Mercedes Gómez Rodríguez      | PSCM-PSOE |
| Conseiller au Bien-être social                                   |           | Tomás Mañas González          | PSCM-PSOE |
| Conseiller à l'Industrie et au Travail                           |           | Alberto Saiz Cortés           | PSCM-PSOE |
| Conseiller aux Travaux publics                                   |           | Alejandro Gil Díaz            | PSCM-PSOE |
| Conseillère à la Science et à la Technologie                     |           | Marta Roldán Medina           | PSCM-PSOE |
| Conseillère à la Culture                                         |           | Araceli Muñoz de Pedro        | PSCM-PSOE |
| Conseillère à l'Environnement                                    |           | Rosario Arévalo Sánchez       | PSCM-PSOE |
| Conseillère aux Administrations publiques                        |           | Matilde Valentín Navarro      | PSCM-PSOE |
| Conseiller porte-parole du gouvernement                          |           | Emiliano García-Page Sánchez  | PSCM-PSOE |
| Conseiller à la Présidence Secrétaire du Conseil de gouvernement |           | Francisco José Pardo Piqueras | PSCM-PSOE |